# Puznówka
Puznówka – wieś sołecka położona w województwie mazowieckim, w powiecie garwolińskim, w gminie Pilawa. 
Wierni Kościoła rzymskokatolickiego należą do parafii św. Józefa w Trąbkach. Od grudnia 2005 w miejscowości funkcjonuje kaplica.

## Opis wsi
W miejscowości Puznówka znajduje się szkoła podstawowa, której historia sięga 1925 roku. Jest tu też Filia Biblioteczna Miejsko-Gminnej Publicznej Biblioteki w Pilawie, jednostka Ochotniczej Straży Pożarnej. Od 1 grudnia 1996 w Puznówce istnieje Klub Sportowy „Puznówka 1996” z sekcjami piłki nożnej i tenisa stołowego. 1 września 2003 roku w Puznówce powstał Klub Sportowy „Olimpia Puznówka” z sekcją piłki nożnej.
W latach 1954-1961 wieś była siedzibą gromady Puznówka, po jej zniesieniu w gromadzie Pilawa. W latach 1975−1998 miejscowość administracyjnie należała do województwa siedleckiego. Jest to jedyna wieś o takiej nazwie w Polsce. 